# Język komoryjski
Język komoryjski – język z rodziny bantu, używany na Komorach, na Majotcie i Reunionie, częściowo także na Madagaskarze. W 2004 roku liczba mówiących wynosiła ponad 350 tysięcy. Na każdej z wysp używa się innego dialektu, między innymi: ngazija, mwali, ndzwani, maore.
Był dawniej uważany za dialekt języka suahili.